# Матильда Фризька
Матильда Фризька (фр. Mathilde de Frise бл. 1024–1044) — королева Франції в 1034 — 1044 роках. Матильда була донькою Людольфа Фризького, маркграфа Західної Фризії та Гертруди фон Егісхейм.
У 1034 році Матильда одружилася з Генріхом I, королем Франції з династії Капетингів. У цьому шлюбі народилася тільки мертвонароджена дочка.

## Життєпис
Спочатку Генріх I був заручений з Матильдою, донькою імператора Священної Римської імперії Конрада II, але шлюб не відбувся через передчасну смерть нареченої в 1034 році.
У тому ж 1034 році Генріх одружився з Матильдою, донькою Людольфа Фризького, причому їй було всього близько десяти років, однак в 1044 році вона померла в результаті невдалого кесарева розтину, народивши мертву доньку.
Особистість Матильди була встановлена бельгійським дослідником Жаном Донді в 1965 році як припущення, на підставі двох вказівок середньовічних хроністів. По одному свідченням, вона була «з імператорського роду» (ex Cesarum prosapie), тобто, нащадком Каролінгів. За іншими даними вона була «племінницею імператора Генріха» (neptis Heinrici imperatoris). З хронологічних міркувань було вирішено, що мова йде про імператора Генріха III. Цим умовам мала відповідати донька графа Західної Фризії Людольфа, єдиноутробного брата Генріха III та праправнука Людовика IV Заморського.
Припущення про те, що Матильда була донькою Людольфа, підтримав Саболч де Важа, який вказав, що цей шлюб зблизив короля Франції не тільки з імператором, але і з його могутніми васалами, родинами Брунонів та Егісхейм-Дабсбургів, які володіли землями в Північній Німеччині від гирла Шельди до Нордмарка, майбутнього Бранденбурга.
На думку цього історика, родинні зв'язки Брунонів дозволяють відповісти на цікаве питання — звідки Генріх I міг дізнатися про те, що у князя Русі-України Ярослава Мудрого є донька на виданні. Племінниця Матильди Ода Штаденська, донька її старшої сестри Іди, вийшла заміж за князя Русі-України, імовірно, за Святослава Ярославича, брата другої дружини французького короля. Однак, цей шлюб, за розрахунками дослідників, навряд чи міг бути укладений раніше 1070-х років.

## Родина
Чоловік — Генріх I, король Франції
Діти:
- мертвонароджена донька.